# Llanero

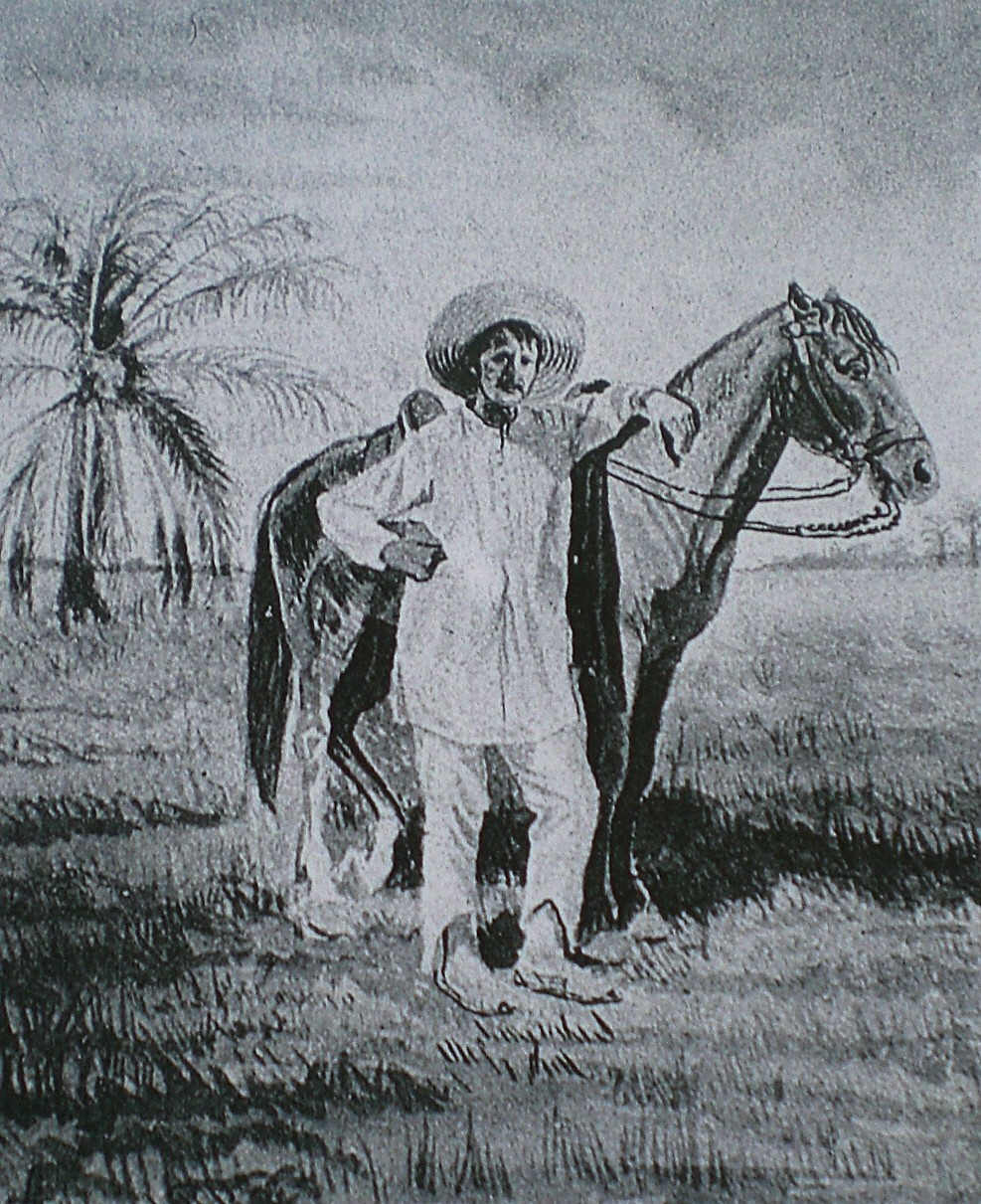
Một Ilanero Venezuela thế kỷ thứ 19

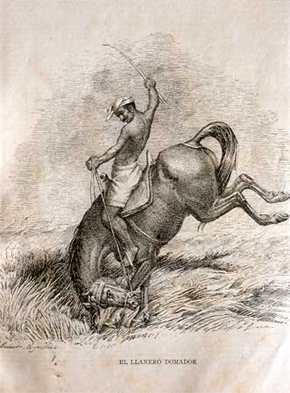
Minh họa một Illanero Venezuela bởi Celestino Martínez, 1892

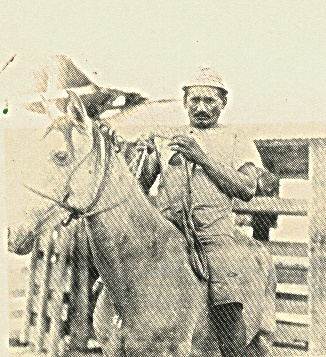
Maria Nieves là một người Llanero Apurea tạo cảm hứng cho việc hình thành nên một nhân vật trong Rómulo Gallegos Doña Barbara. Tấm ảnh này vào năm 1920, cho thây ông ta đang chuẩn bị dắt một đàn gia súc sang sông Apure.

Llanero (phát âm tiếng Tây Ban Nha: [ʝaˈneɾo], người sống ở đồng bằng) là từ chỉ một người chăn dắt đàn gia súc ở Venezuela hoặc Colombia. Tên gọi này bắt nguồn từ vùng đồng cỏ Llanos phía tây Venezuela và phía đông Colombia. Llanero có một phần gốc Tây Ban Nha và Anh-Điêng và có một nền văn hóa rõ rệt với một dạng âm nhạc đặc trưng.

## Văn hóa Llanero

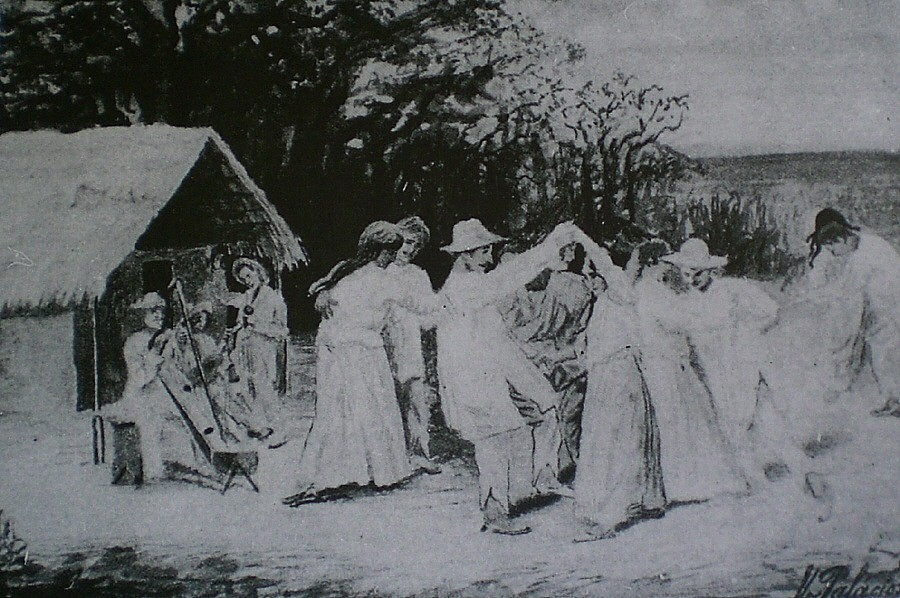
Vũ điệu Joropo tại Venezuela

## Further reference
- Một bài trên About.com về Llanero Lưu trữ ngày 20 tháng 9 năm 2005 tại Wayback Machine
- Âm nhạc Llanera
- Một bài bởi Donald Mabry về các mặt quân sự của việc Venezuela giành độc lập
- Một bài của Last Frontiers về Llano Lưu trữ ngày 12 tháng 4 năm 2005 tại Wayback Machine
- Sổ tay của Texas Online

Bản mẫu:Mounted stock herders